# Baranisobas lateritius
Baranisobas lateritius är en stekelart som först beskrevs av Berthoumieu 1904.  Baranisobas lateritius ingår i släktet Baranisobas och familjen brokparasitsteklar. Inga underarter finns listade.